# Euscelus breviceps
Euscelus breviceps es una especie de coleóptero de la familia Attelabidae.

## Distribución geográfica
Habita en Panamá y México.